# 防空艦
防空艦（ぼうくうかん）とは、防空を主任務とする軍艦を指して用いられる呼称。艦種としては駆逐艦や巡洋艦として建造される場合が多く、防空艦という艦種は存在しない。

## 砲装型防空艦
1903年のライトフライヤー号の初飛行以降、各国は有人動力飛行機の軍事利用の研究に邁進した。1914年に勃発した第一次世界大戦では、航空機は早くも大規模に実戦投入された。当時の航空機はまだ性能が低く、対艦攻撃力として期待できるものではなかったが、気球などの軽航空機も含めて偵察手段としては有望視されており、艦艇側もこれを撃攘するための対空兵器を装備するようになっていった。しかし1920年代末頃までは航空機の性能・武器・戦術等の黎明期にあたり、艦隊にとっての深刻な脅威とは受け止められておらず、本格的な航空攻撃対処能力も求められなかった。

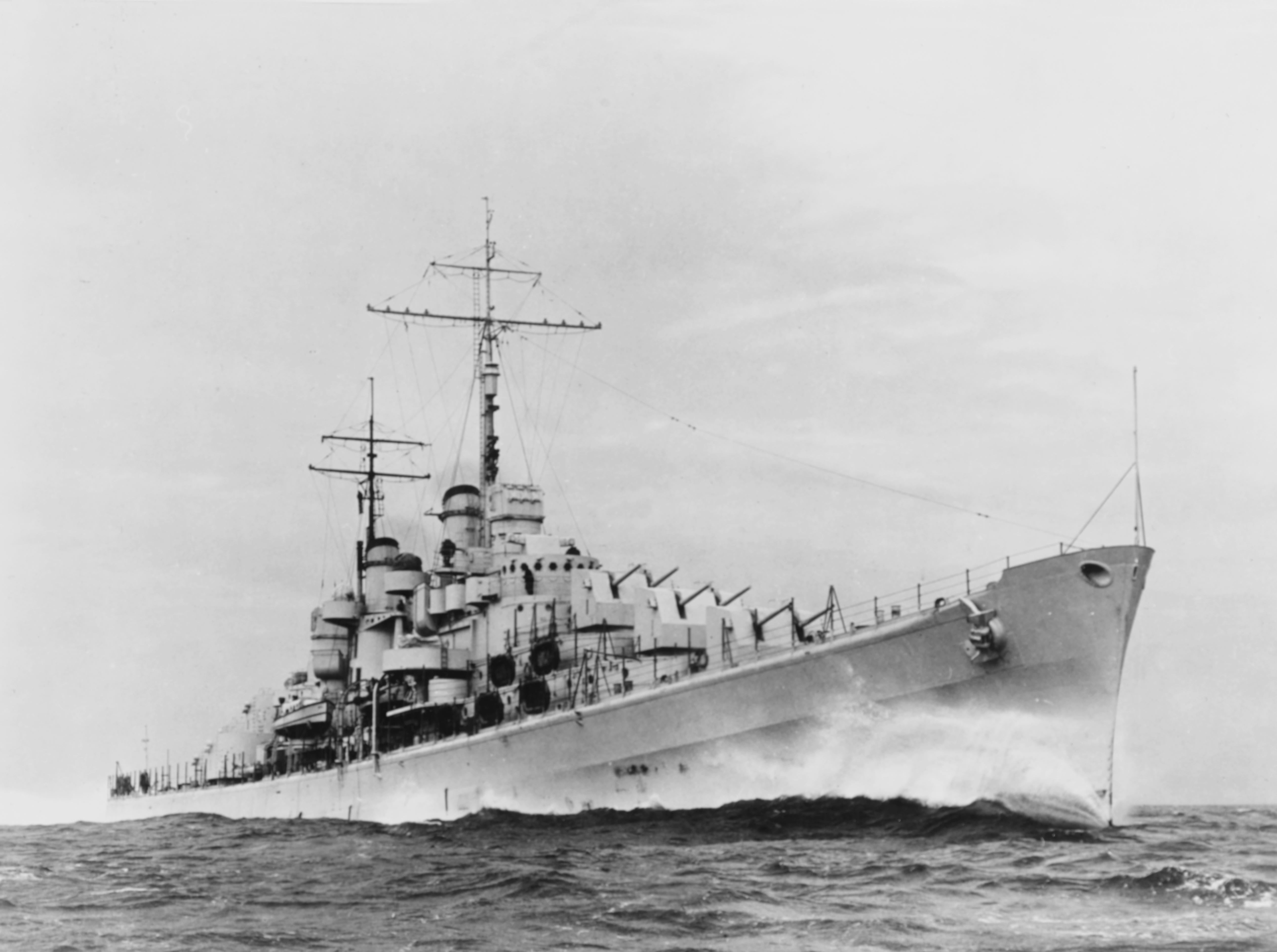
アメリカ海軍のアトランタ級軽巡洋艦。5インチ両用砲を多数搭載することで高い防空能力が付与されており、「防空巡洋艦」と称された。

第二次世界大戦直前の時点でも、航空機による対艦攻撃はまだ単機ないし少数機による散発的なものに留まっており、多数機による組織的なものには至っていなかった。しかし艦上機部隊は複葉機から単葉機へと転換しつつあり、また日米英海軍の洋上航空兵力も増強の一途を辿っていた。このため各国海軍では経空脅威の増大を次第に意識するようになり、各艦の自衛防空能力の強化を図っていった。イギリス海軍のダイドー級、アメリカ海軍のアトランタ級といった大型の防空用軽巡洋艦や、大日本帝国海軍の秋月型駆逐艦のように防空に特化した艦艇も建造されたものの、水上艦艇全体からすると特殊例にとどまっていた。
第二次大戦中に経空脅威は極めて急激に増大し、これに対抗するため各国軍艦の甲板上には各種機銃や高角砲が次々に増備されていった。しかしこれらは臨時装備であるため非効率な部分が多く、また対空戦闘時に給弾通路や砲側に極めて多数の弾薬が存在するため、ダメージコントロールの大きな弱点ともなった。この面からは、フランス海軍が大戦後に竣工させた「ド・グラース」や「コルベール」のように、防空型に特化した単能艦の整備が望まれた。またレーダーや通信機などの技術進歩やCICコンセプトなどの指揮統制能力強化を背景として、組織的な対艦攻撃に対応するため艦隊防空の組織化も図られた。
しかし大戦末期には、米英海軍以外の強力な海上航空兵力が消滅し、洋上での大規模航空攻撃の蓋然性が低くなった。また軍艦は耐用年数が長いため、過度の特殊化を図るよりある程度バランスが取れ汎用性を持つことが望ましかった。この結果、大戦終結時点で連合国が保有していた水上戦闘艦のほとんどは、対空・対潜・対水上の戦闘能力のバランスが取れたタイプとなり、防空特化型の単能艦は少数派であった。
大戦後のアメリカ海軍では、アトランタ級で搭載していたMk.12 38口径5インチ砲よりも長射程で発射速度も高いMk.42 54口径5インチ砲を装備化し、これを搭載した防空巡洋艦も検討された。しかし主にコストパフォーマンスの観点から議会はその建造を拒否し、防空艦としては同砲を搭載したミッチャー級やファラガット級といった大型駆逐艦（DL）が建造された。
- アメリカ海軍
  - アトランタ級軽巡洋艦
  - ウースター級軽巡洋艦
  - CL-154級軽巡洋艦（計画のみ）
- イギリス海軍
  - コヴェントリー級巡洋艦
  - ダイドー級軽巡洋艦
  - タイガー級防空巡洋艦
- フランス海軍
  - 「ド・グラース」
  - 「コルベール」
- 大日本帝国海軍
  - 秋月型駆逐艦
  - 815号型軽巡洋艦（計画のみ）

## 防空ミサイル艦
第二次世界大戦後、航空機は急激にジェット機へと移行していった。1950年の朝鮮戦争では大規模に実戦投入され、これによって更にジェット化が進展することとなった。経空脅威も、プロペラ機時代には多数の低速機によるものであったのに対し、ジェット化に伴って比較的少数の高速機へとその様相を変じていった。このような高速機に対しては、近接信管やレーダーFCSの支援を受けても、砲熕兵器では対処が困難であった。一方、この時期に実用化されつつあった誘導ミサイルであれば、砲熕兵器と比して射程・命中精度の面で大きく優れていた。大規模な航空攻撃への対処という点ではあまり適していなかったものの、生産技術や経済的な観点から、かつてのような大規模襲撃の蓋然性は低下しており、この面での懸念も払拭されようとしていた。このことから、艦対空ミサイルによる艦隊防空が志向されることになった。

### 旧西側諸国

#### SAM黎明期
アメリカとイギリスでは、それぞれ1943年ごろより艦対空ミサイルの開発に着手しており、大戦末期に日本軍が行った特別攻撃（特攻）の脅威を受けて開発は加速していた。アメリカでは、1944年に開始されたバンブルビー計画を基本として開発が進められており、ここから派生した中射程型のテリアは1948年、本命と位置付けられていた長射程型のタロスも1950年には試作に入った。
これらのミサイルは、まず既存の巡洋艦への改修によって装備化されることになり、1955年にはボルチモア級重巡洋艦をもとにテリアを搭載したボストン級が再就役したのを端緒として、順次に改装が進められた。しかし特にテリアは、より小さい駆逐艦ベースの船体でも十分に収容できることが判明したことから、巡洋艦への改装はそれ以上行われないことになった。かわってファラガット級がミサイル艦として設計変更されることになり、これを端緒としたミサイル・フリゲート（DLG）の整備が進められた。しかしこれらも、駆逐艦をベースにしているとはいえ、通常の艦隊駆逐艦より一回り大きく、大量建造は困難であったことから、1951年1月には、護衛駆逐艦程度の艦にも搭載できる射程10海里 (19 km)程度の艦対空ミサイルの開発要求が発出された。これに応じて、テリアの開発計画から派生するかたちで開発されたのがターターであり、1955年初頭には開発計画が認可され、1957年度からはこれを搭載したチャールズ・F・アダムズ級ミサイル駆逐艦の建造が開始された。また各国も競って同ミサイルの導入を図ったものの、高性能ではあるがあまりに高価であり、導入は一部の防空艦に限られることが多かった。またイギリスはシースラグ、フランスはマズルカと、それぞれ国産のミサイルを配備した。
タロス搭載艦
 アメリカ海軍
- 原子力ミサイル巡洋艦「ロング・ビーチ」[注 1]
- オールバニ級ミサイル巡洋艦[注 2]
- ガルベストン級ミサイル巡洋艦[注 3]

テリア搭載艦
 アメリカ海軍
- キティホーク級航空母艦[注 4]
- ボストン級ミサイル巡洋艦
- プロビデンス級ミサイル巡洋艦
- 原子力ミサイル巡洋艦「ロングビーチ」
- リーヒ級ミサイル巡洋艦
- 原子力ミサイル巡洋艦「ベインブリッジ」
- ベルナップ級ミサイル巡洋艦
- 原子力ミサイル巡洋艦「トラクスタン」
- ファラガット級（クーンツ級）ミサイル駆逐艦
- ミサイル駆逐艦「ジャイアット」[注 1]

 イタリア海軍
- ドゥーカ・デッリ・アブルッツィ級巡洋艦「ジュゼッペ・ガリバルディ」
- アンドレア・ドーリア級巡洋艦
- ヘリコプター巡洋艦「ヴィットリオ・ヴェネト」

 オランダ海軍
- デ・ロイテル級巡洋艦「デ・ゼーヴェン・プロヴィンシェン」

ターター搭載艦
- アメリカ海軍
  - チャールズ・F・アダムズ級ミサイル駆逐艦
  - オールバニ級ミサイル巡洋艦
  - ミッチャー級駆逐艦
  - フォレスト・シャーマン級駆逐艦
  - ブルック級ミサイルフリゲート
- イタリア海軍
  - インパヴィド級駆逐艦
- オーストラリア海軍
  - パース級駆逐艦
- スペイン海軍
  - バレアレス級フリゲート
- 西ドイツ海軍
  - リュッチェンス級駆逐艦
- 海上自衛隊
  - 護衛艦「あまつかぜ」
- フランス海軍
  - ケルサン級駆逐艦

シースラグ搭載艦
- イギリス海軍
  - カウンティ級駆逐艦バッチ1（GWS.1）
  - カウンティ級駆逐艦バッチ2（GWS.2）
- チリ海軍
  - カウンティ級駆逐艦バッチ2（GWS.2）

マズルカ搭載艦
- フランス海軍
  - 巡洋艦「コルベール」（近代化改修により後日装備）
  - シュフラン級駆逐艦「シュフラン」「ディケーヌ」

マズルカ・システムを搭載したのは上記3隻で、ケルサン級駆逐艦（シュルクーフ級駆逐艦改装艦）及びカサール級駆逐艦といったターター・システム搭載艦と共にフランス海軍の艦隊防空を担った。この他、ヘリ空母「ジャンヌ・ダルク」にも設計段階で搭載が検討されたが、最終的に断念されている。
「コルベール」は1991年に退役し、シュフラン級2隻も後継となるフォルバン級駆逐艦（ホライズン計画に基づくPAAMS搭載艦）の就役を待って2008年まで順次退役したことで、マズルカ・システムの運用は終了した。

#### システム化の導入
一方、西側諸国海軍の仮想敵であったソ連海軍は、1950年代後半より対艦ミサイルの装備に注力していた。1970年代以降は長射程・高速化を図るとともにプラットフォームも充実し、重大な脅威として顕在化した。
アメリカ合衆国ではこれに対抗して、テリアとターターは共用化を進めつつ改良を重ねてスタンダードミサイルに発展、また艦上システムやレーダーもデジタル化とソリッドステート化などの技術進歩とともに改善され、海軍戦術情報システム（NTDS）の配備も進められた。
SM-1MR搭載艦
- アメリカ海軍
  - オールバニ級ミサイル巡洋艦
  - カリフォルニア級原子力ミサイル巡洋艦
  - バージニア級原子力ミサイル巡洋艦
  - チャールズ・F・アダムズ級ミサイル駆逐艦
  - ジョン・ポール・ジョーンズ級ミサイル駆逐艦
  - ミッチャー級駆逐艦
  - キッド級ミサイル駆逐艦
  - ブルック級ミサイルフリゲート
  - オリバー・ハザード・ペリー級ミサイルフリゲート
- イタリア海軍
  - インパヴィド級駆逐艦
  - アウダーチェ級駆逐艦
  - デ・ラ・ペンネ級駆逐艦
- オーストラリア海軍
  - パース級駆逐艦
  - アデレード級フリゲート
- オランダ海軍
  - トロンプ級フリゲート
  - ヤコブ・ファン・ヘームスケルク級フリゲート
- スペイン海軍
  - バレアレス級フリゲート
  - サンタ・マリア級フリゲート
- 西ドイツ海軍
  - リュッチェンス級駆逐艦
- 海上自衛隊
  - 護衛艦「あまつかぜ」
  - たちかぜ型護衛艦
  - はたかぜ型護衛艦
- フランス海軍
  - ケルサン級駆逐艦
  - カサール級駆逐艦
- 中華民国海軍
  - 富陽級駆逐艦[注 5]
  - 済陽級フリゲート（中国語版）[注 6]
  - 成功級フリゲート

SM-1ER搭載艦
- アメリカ海軍
  - 原子力ミサイル巡洋艦「ロングビーチ」
  - リーヒ級ミサイル巡洋艦
  - 原子力ミサイル巡洋艦「ベインブリッジ」
  - ベルナップ級ミサイル巡洋艦
  - 原子力ミサイル巡洋艦「トラクスタン」
  - ファラガット級駆逐艦（クーンツ級駆逐艦）
- イタリア海軍
  - アンドレア・ドーリア級巡洋艦
  - ヘリコプター巡洋艦「ヴィットリオ・ヴェネト」

シーダート搭載艦
- イギリス海軍
  - 82型駆逐艦「ブリストル」
  - 42型駆逐艦
  - インヴィンシブル級航空母艦[注 7]
- アルゼンチン海軍
  - エルクレス級駆逐艦[注 8]

#### 統合システム化の進展
このように彌縫的なシステム化が進められたものの、これをもってしても、1970年代中期以降に著しい向上を見たソ連軍の対艦攻撃能力に対しては不十分と見積もられた。このことから、アメリカ合衆国では、統合システムとして完全に設計を刷新したイージスシステム（AWS）が開発された。
またこれと関連して、これまでは捕捉レーダーや追尾レーダーなど、それぞれ独立して存在していたレーダーを統合した、多機能レーダーが開発された。その先鞭をつけたのはイージスシステムのAN/SPY-1であるが、ヨーロッパでもアスターSAMに対応したアラベル (仏)、ヘラクレス(仏)、SAMPSON（英）やEMPAR（仏伊）などが、またドイツやオランダでもスタンダードSAMに対応したAPARなどと言った機種が開発されている。

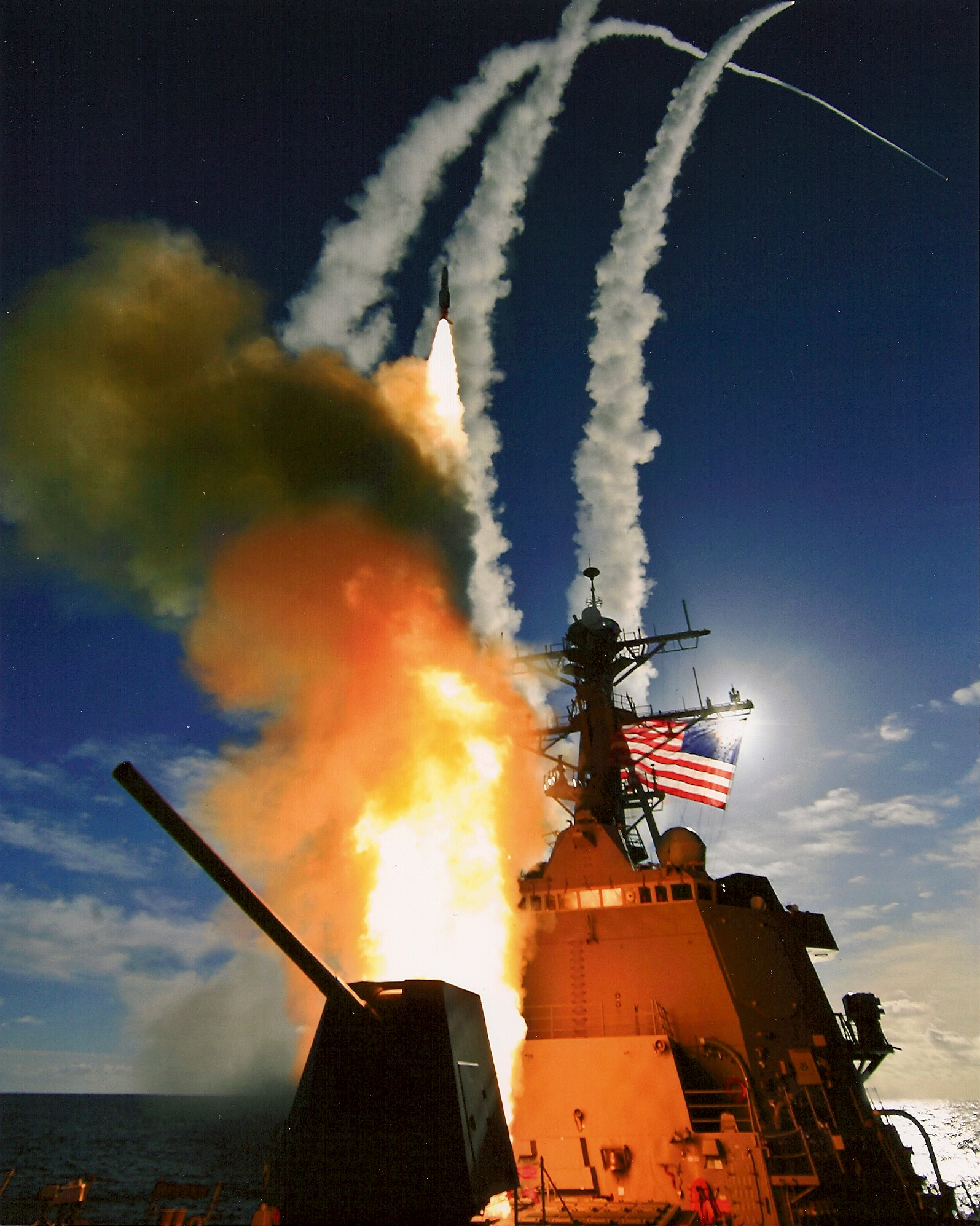
艦対空ミサイルを連続発射するアーレイ・バーク級ミサイル駆逐艦

イージス艦
- アメリカ海軍
  - タイコンデロガ級ミサイル巡洋艦
  - アーレイ・バーク級ミサイル駆逐艦
  - コンステレーション級ミサイルフリゲート
  - DDG(X)
- 海上自衛隊
  - こんごう型護衛艦
  - あたご型護衛艦
  - まや型護衛艦
  - イージス・システム搭載艦
- スペイン海軍
  - アルバロ・デ・バサン級フリゲート
  - ボニファス級フリゲート
- ノルウェー海軍
  - フリチョフ・ナンセン級フリゲート
- 大韓民国海軍
  - 世宗大王級駆逐艦
- オーストラリア海軍
  - ホバート級駆逐艦
  - ハンター級フリゲート
- ドイツ海軍
  - 127型フリゲート

PAAMS搭載艦
- フランス海軍
  - フォルバン級駆逐艦
- イタリア海軍
  - 軽空母「カヴール」[注 9]
  - アンドレア・ドーリア級駆逐艦
- イギリス海軍
  - 45型駆逐艦

APAR搭載艦
- オランダ海軍
  - デ・ゼーヴェン・プロヴィンシェン級フリゲート
- デンマーク海軍
  - イーヴァル・ヒュイトフェルト級フリゲート
- ドイツ海軍
  - ザクセン級フリゲート

その他SM-2MR搭載艦
- カナダ海軍
  - イロクォイ級ミサイル駆逐艦
- 大韓民国海軍
  - 李舜臣級駆逐艦

### 旧東側諸国
ソ連海軍も、第二次世界大戦の教訓から対空兵器の開発に注力し、種々のSAMを開発していた。1955年からは、防空軍のS-75（SA-2）地対空ミサイルを艦載化したM-2をスヴェルドロフ級巡洋艦に搭載する計画がスタート、また1957年より設計が開始された81型原子力防空艦では、長射程のM-3および短射程のM-1という2種類の艦対空ミサイルの搭載が予定されていた。しかし原子力防空艦とともにM-3の計画は中止され、M-2も「ジェルジンスキー」に搭載されて1957年より試験に入ったものの、艦載運用するにはシステム規模が過大であると評価されて、装備化されなかった。短射程のM-1のみは順調に開発が進み、1962年に就役した。
一方、1959年からは、1126型原子力防空艦用として、長射程のM-31（2K11地対空ミサイルの艦載版）および中射程のM-11の開発が着手されたものの、1961年の1126型の計画中止に伴って、これらの開発も中止された。その後、M-11の開発のみが再開され、1967年竣工の1123型対潜巡洋艦（モスクワ級）で装備化された。このように、長射程の艦対空ミサイルが装備化されなかったのは、ソ連海軍が大規模な編成の艦隊を紛争に投入することを考えておらず、艦対空ミサイルは基本的に個艦防空用として捉えられていたことに由来すると推測されている。
その後、1960年代中期よりクヴァント多目的対空ミサイルの開発が開始されており、のちにS-300F フォールトに発展して、大型対潜艦「アゾフ」（1134BF型）での試験を経て、ソ連海軍初の長射程SAMとして1984年に就役した。また同時期に艦隊配備されたM-22も、基本的には個艦防空レベルのシステムではあるが、ある程度の多目標処理が可能であり、艦隊防空能力もあると考えられている。
中国人民解放軍海軍では、ロシアからM-22搭載の杭州級駆逐艦を導入して防空ミサイルの運用能力を獲得した。その後、052B型ではM-22の発展型にあたるシュチーリ-1、そして052C型ではS-300Fと同系列の国産ミサイルであるHHQ-9Aを搭載した。051C型ではS-300Fの発展型にあたるリフ-Mとなったが、052D型では再び国産のHHQ-9Bとなった。
M-1（SA-N-1「ゴア」）
- ソビエト連邦海軍 /  ロシア海軍
  - 61型大型対潜艦（カシン型駆逐艦）
  - 58型ミサイル巡洋艦（キンダ型巡洋艦）
  - 1134型ミサイル巡洋艦（クレスタI型巡洋艦）
  - 56A/K型駆逐艦（ブラーヴイ級駆逐艦）
  - 57A型大型対潜艦（カニン型駆逐艦）
- ポーランド海軍
  - 「ワルシャワ」（56-AE型）
  - 「ワルシャワ」（61-MP型）
- インド海軍
  - ラージプート級駆逐艦（61-ME型）

M-11（SA-N-3「ゴブレット」）
- ソビエト連邦海軍
  - 1134A型大型対潜艦（クレスタII型巡洋艦）
  - 1134B型大型対潜艦（カーラ型巡洋艦）
  - 1123型対潜巡洋艦（モスクワ級ヘリコプター巡洋艦）
  - 1143型重航空巡洋艦（キエフ級航空母艦）[注 10]

M-22（SA-N-7「ガドフライ」）
- ソビエト連邦海軍/ ロシア海軍
  - 956型駆逐艦（ソヴレメンヌイ級）
  - 11356M型フリゲート（アドミラル・グリゴロヴィチ級）
- 中国人民解放軍海軍
  - 956E/E型駆逐艦（杭州級）
  - 052B型駆逐艦（旅洋I型） ※シュチーリ
- インド海軍 - いずれもシュチーリ
  - 15型駆逐艦（デリー級）
  - 11356型フリゲート（タルワー級）
  - 17型フリゲート（シヴァリク級）

S-300F（SA-N-6「グランブル」）
- ソビエト連邦海軍 /  ロシア海軍
  - 1134BF型大型対潜艦（カーラ型）「アゾフ」
  - 1144型重原子力ミサイル巡洋艦（キーロフ級）[注 11]
  - 1164型ミサイル巡洋艦（スラヴァ級）

- 中国人民解放軍海軍
  - 051C型駆逐艦

3K96
- ロシア海軍
  - アドミラル・ゴルシコフ級フリゲート
  - 20381/20385型コルベット

HHQ-9
- 中国人民解放軍海軍
  - 052C型駆逐艦（蘭州級）
  - 052D型駆逐艦（昆明級）
  - 055型駆逐艦（南昌級）